# Beavatkozó
A beavatkozó a polgári perben olyan személy, aki valamelyik fél pernyertességének előmozdítása érdekében a bíróságtól beavatkozása megengedését kéri. Beavatkozásnak az elsőfokú ítélet meghozataláig lehet helye. Beavatkozó lehet az, akinek jogi érdeke fűződik ahhoz, hogy az alperes és felperes között folyamatban lévő per miként dől el. A beavatkozó jogai és kötelezettségei igazodnak a peres fél jogaihoz és kötelezettségeihez, egyezséget nem köthet, jogról nem mondhat le, és elismerő nyilatkozatot nem tehet.